# Nanbu Toshinao
Nanbu Toshinao est un nom japonais traditionnel ; le nom de famille (ou le nom d'école), Nanbu, précède donc le prénom (ou le nom d'artiste).
Nanbu Toshinao (南部利直, 1576-1632) est un daimyo du début de l'époque d'Edo à la tête du domaine de Morioka.

## Biographie
Toshinao naît au château de Tago à Sannohe. Il est le fils ainé de Nanbu Nobunao. En 1599, il succède à son père récemment décédé à la tête du clan Nanbu. Après la mort de Toyotomi Hideyoshi, il améliore ses relations avec Tokugawa Ieyasu. Il prend part à la campagne de Sekigahara puis est reconnu comme daimyo de Morioka par Ieyasu. Toshinao participe également au siège d'Osaka en 1614.
Toshinao est également responsable de l'amélioration des opérations minières dans le domaine de Morioka.